# برانكو لوستيغ
برانكو لوستيغ (بالكرواتية: Branko Lustig)‏ هو منتج أفلام وممثل أمريكي، ولد في 10 يونيو 1932 في كرواتيا. من الجوائز التي نالها جائزة الأوسكار لأفضل فيلم عن عمل غلاديايتر وجائزة الأوسكار لأفضل فيلم عن عمل قائمة شندلر.

## أعمال

### أفلام
- (1993) قائمة شندلر[10][11][12]
- (1997) صانع السلام[13]
- (2000) غلاديايتر[14][15][16]

## جوائز
- جائزة الأوسكار لأفضل فيلم، عن عمل: غلاديايتر
- جائزة الأوسكار لأفضل فيلم، عن عمل: قائمة شندلر

## وصلات خارجية
- برانكو لوستيغ على موقع IMDb (الإنجليزية)
- برانكو لوستيغ على موقع ألو سيني (الفرنسية)
- برانكو لوستيغ على موقع أول موفي (الإنجليزية)
- برانكو لوستيغ على موقع قاعدة بيانات الأفلام السويدية (السويدية)
- برانكو لوستيغ على موقع قاعدة بيانات الفيلم (الإنجليزية)
- برانكو لوستيغ على موقع كينوبويسك (الروسية)